# Dzindri
Dzindri ist eine Siedlung auf der Komoreninsel Anjouan im Indischen Ozean. 2016 hatte der Ort ca. 320 Einwohner, für 1991 wurden noch 1492 Personen angegeben.

## Geografie
Der Ort liegt an der steilen Südküste zwischen Vassy (W) und Salamani (O). In der Nähe mündet der Fluss Padzani.

## Klima
Nach dem Köppen-Geiger-System zeichnet sich Dzindri durch ein tropisches Klima mit der Kurzbezeichnung Am aus. Die Temperaturen sind das ganze Jahr über konstant und liegen zwischen 20 °C und 25 °C.